# Các bà mặc y phục trắng
Các bà mặc y phục trắng (tiếng Tây Ban Nha: Damas de Blanco) là một phong trào đối lập ở Cuba gồm các bà vợ và các nữ thân nhân của những nhà bất đồng chính kiến bị chính phủ Cuba cầm tù. Các bà phản đối những vụ bắt chồng hoặc thân nhân của họ giam tù bằng việc mặc y phục màu trắng tới tham dự lễ misa mỗi ngày chúa nhật, sau đó lặng lẽ đi diễu hành qua các đường phố. Màu trắng được chọn như biểu tượng của hòa bình.
Phong trào này đã được trao Giải thưởng Sakharov của Nghị viện châu Âu năm 2005.